# 宇宙建築

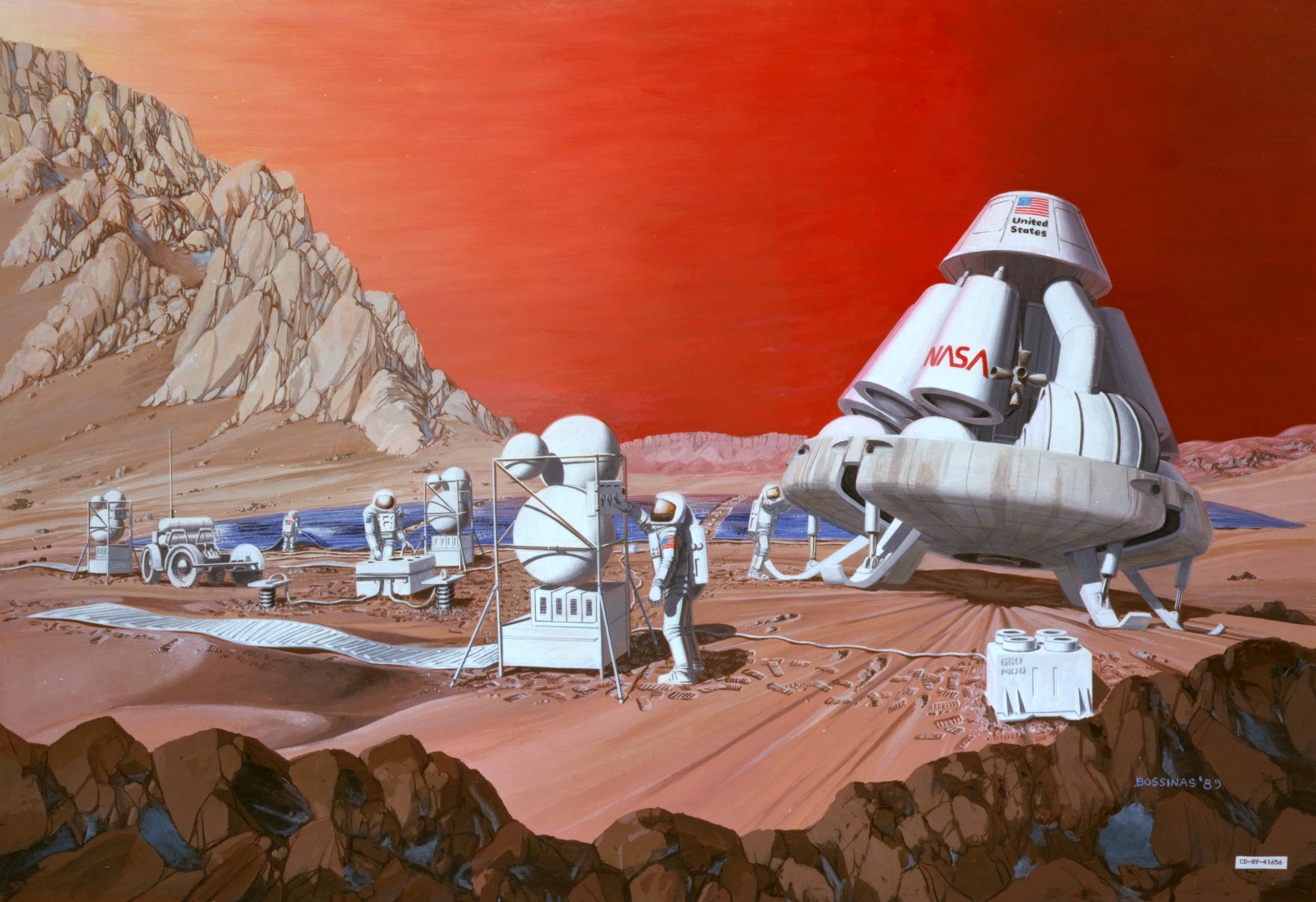
NASAが計画する火星基地

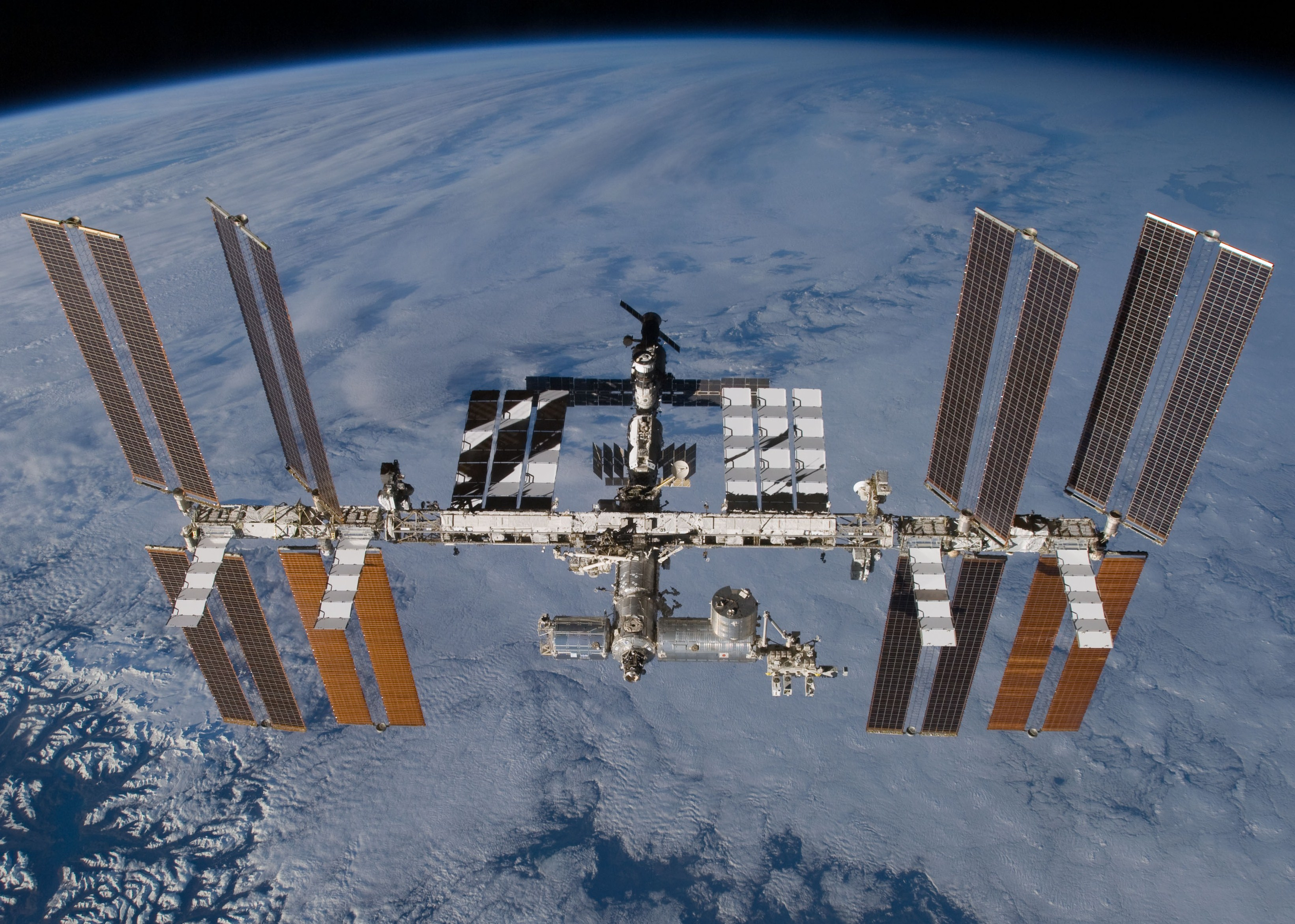
国際宇宙ステーション

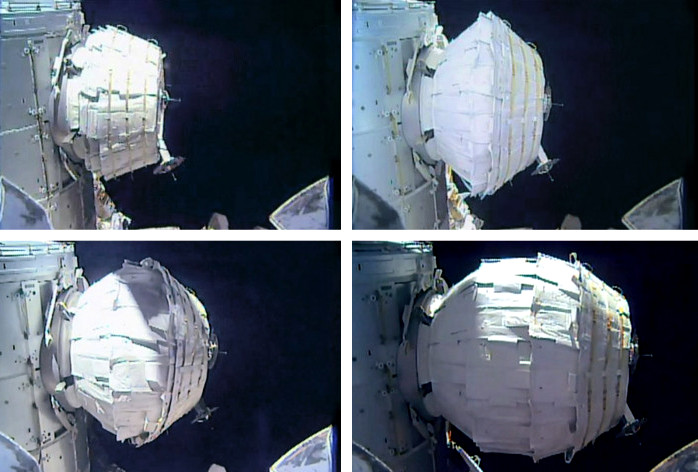
ISSに取りつけられ膨張するBEAM

宇宙建築（うちゅうけんちく、英: space architecture）とは地球圏外に存在し、人間が暮らすために設計・建設される構造物、あるいはその理論のこと。

## 概要
具体的な例は実現しているものとして国際宇宙ステーション（ISS）があり、構想段階のものでは月面基地や火星基地、宇宙工場などが存在する。そのため、宇宙建築を考えるうえで建築学や宇宙工学はもちろん、工学全般や心理学、社会学などの知識が必要になってくる。
3Dプリンターを使用して建設する計画が進められる。ビゲロー・エアロスペースでは柔軟な素材を用いた膨張式の装置の開発を進める。ミウラ折りが役立つ。

## 宇宙建築にかかわるコンペティション
宇宙建築賞：2014年より宇宙建築賞が開催される。

## 種類
展開式や現地の材料を使用して建設する方法が検討される。小惑星を利用する方法も検討される。
・ドッキング構法
複数のモジュールを繋ぎ合わすことによって、構成されるもの。
例：ISSなど
・インフレータブル構法
空気やガスなどによって膨らませ、内部に空間を作ることで構成されるもの。
例：ビゲロー・エアロスペース　「BEAM」など
・展開構造物を利用した構法
折り紙などの技術を用いて、構成されるもの。
例：ミウラ折り、ソガメ折りなど
・現地の材料を利用した構法
ルナコンクリートなど、現地の材料を用いることで構成されるもの。
例：３Dプリンター、石を積み重ねるなど